# Ferenczi György (fizikus)
Ferenczi György (Budapest, 1946. október 21. – Budapest, 1993. február 15.) szilárdtestfizikus, a 90-es évek magyar félvezető-kutatásának kiemelkedő alakja.
1990-től az Eötvös Loránd Fizikai Társulat főtitkára, a Csodák Palotája és a Semilab félvezetőipari műszerfejlesztő cég alapítója.

## Tanulmányai
Az Eötvös Loránd Tudományegyetem Természettudományi Karának fizikus szakán tanult. Tanulmányai közben is megmutatkozott tehetsége, amit az Országos Tudományos Diákköri Konferencián elért eredménye és az ezért járó kiemelt miniszteri dicséret is mutat. Az ELTE-n fizikusi diplomát, majd doktori fokozatot szerzett. 1977-ben, igen fiatalon, a fizikai tudomány kandidátusa lett.

## Szakmai tevékenysége

### Félvezetőkutatás
1970-től a Szigeti György akadémikus vezetése alatt működő MTA Műszaki Fizikai Kutató Intézetében (MFKI-ban) dolgozott. Itt ekkor a félvezetőkkel kapcsolatos kutatásokat Gergely György osztályvezető fogta össze. E csoportot nagy létszáma miatt hamarosan többfelé bontották, ekkor került Ferenczi a Lendvay Ödön vezette Sugárzásos Jelenségek Osztályára.
Fő kutatási területei a félvezető eszközök minősítő méréseinek kidolgozása, illetve a mélynívó-spektrométer (DLTS) kifejlesztése voltak. Kutatásai során a világító diódák degradációját tanulmányozva azonosította a félvezető anyag sajáthibáinak és vakanciáinak szerepét. Fontos eredményeket ért el szilíciummal kapcsolatos kutatásaiban, mely anyagra vonatkozóan az általa kidolgozott mérési elvek segítségével négy nagyságrenddel megnövelte a szénszennyezés koncentrációjának akkori kimutathatósági határát. A 70-es évek végén a Svéd Királyi Tudományos Akadémia csereprogramja révén a svédországi Lundba mehetett, ahol találkozott az ottani, mélynívó-spektroszkópiai témában dolgozó kutatókkal. Későbbiekben együttműködés alakult ki a Lundi Egyetem kutatói és Ferencziék budapesti csoportja között e témában. Részben Ferenczinek is köszönhetően az MFKI-nak jó nemzetközi kapcsolatai alakultak ki, a Lundi Egyetemen kívül például együttműködtek az IBM-mel, a Thomson-CSF-fel, a London College-dzsal, a Lengyel Tudományos Akadémiával, illetve az Ukrán Tudományos Akadémia Félvezető Fizikai Intézetével. Gyakoriak voltak a nemzetközi együttműködések és a kölcsönös látogatások. Az intézet Ferenczi és kutatótársai nyomán 1976-ban látványos eredményt ért el azzal, hogy kutatási szerződést kötött az akkor az NDK-ban működő Werk für Fernsehelektronik gyárral.
1981-ben megszervezte az MFKI-ban a Félvezető Spektroszkópiai Osztályt. A mélynívók tranziens spektroszkópiájának elvét továbbfejlesztve sikerrel tette az eljárást kereskedelmi forgalomba hozható műszer alapelvévé. A spektrométer meg is valósult, melynek gyártására MFKI és a RADELKIS Ipari Szövetkezet gazdasági társulást alakított. A társulás 1983–86 között működött, és az MTA-nak ekkor a legnagyobb, nyugati devizában elért árbevételét hozta.
Ferenczi fontos tudományos eredménye volt, hogy kidolgozta a mikrohullámú abszorpciós spektroszkópia elvét. Az erre épülő készülék gyártásához szükséges licencet egy nyugatnémet cég vette meg, amely a berendezés prototípusának kidolgozásával is megbízta az MFKI-t. E munkában együttműködött a Mojzes Imre által vezetett Mikrohullámú Eszközök Főosztályával.
1987-ben, korábbi mérési elveinek továbbfejlesztéseként, kidolgozta az elektrolitikus konduktanciamérés elvét. Ez szoros kapcsolatban áll azzal, hogy 1989-ben megalapította a Semilab Félvezető Fizikai Laboratórium Rt.-t, ugyanis e cég keretei között kívánta elveit a gyakorlatban megvalósítani.
Tudományos eredményeit 85 folyóiratcikkben, 6 szakkönyvben publikálta, 8 találmány alkotója.

### Tudományszervezői munka
Termékeny kutatói, illetve kapcsolatépítő készsége, illetve üzleti tevékenysége mellett Ferenczi hangsúlyt fektetett a tudományos kommunikációra. Rengeteg konferencián vett részt, több esemény szervezésében maga is részt vett. Nagy sikerrel zajlott le szervezésében az 1979-es és 87-es New Developments in Semiconductor Physics nyári iskola Szegeden. A félvezetők mélynívós állapotainak új mikrohullámú abszorpciós vizsgálati módszeréről, illetve a szilíciumban található szénszennyezők szerepéről először egy 1986-os párizsi konferencián beszélt. 1988-ban félvezető-kutatással és méréstechnikával kapcsolatos konferenciát szervezett Budapesten Defects in Semiconductors címmel. A 80-as években a svéd kapcsolataira támaszkodva szervezte meg a Lund Konferenciasorozatot. A rendezvényeken rendszeresen maga is előadott.

### Csodák Palotája
1990-től az Eötvös Loránd Fizikai Társulat főtitkára volt. Közreműködése nyomán a Fizikai Társulat és a Rubik Nemzetközi Alapítvány együttműködésével ekkor jött létre a Budapest Science Center Alapítvány (BSCA), mely külföldi példák alapján egy budapesti tudományos-ismeretterjesztő központ létrehozásán kezdett el dolgozni. A cél az volt, hogy az eredetileg még Öveges József által megálmodott tudományos kiállítás végül megvalósulhasson. Ferenczi közbenjárására az Országos Műszaki Fejlesztési Bizottság támogatta a Csodák Palotájának létesítését, mely azonban már csak Ferenczi halála után, 1994-ben jött létre ténylegesen. Az első, a BME és a Corvinus (akkori Marx Károly Egyetem) aulájában, mindössze 400 négyzetméteren kialakított, kéthetes kiállítás igen nagy sikert aratott.

## Bibliográfiája

### Fontosabb publikációk
- Ferenczi György (1974). „Spectroscopy of impurity levels by measuring the microplasma turn on probabilities in GaP/Zn,O/diodes”. Solid-State Electronics 17 (9), 903–911. o, Kiadó: Elsevier. DOI:10.1016/0038-1101(74)90043-4. ISSN 0038-1101.
- Ferenczi György, P. Krispin, M. Somogyi (1983). „Nitrogen related deep electron trap in GaP”. Journal of Applied Physics 54 (7), 3902–3912. o, Kiadó: AIP Publishing. DOI:10.1063/1.332563. ISSN 0021-8979.
- Ferenczi György, J. Boda, T. Pavelka (1986. április 16.). „Isothermal frequency scan DLTS”. physica status solidi (a) 94 (2), K119–K124. o, Kiadó: Wiley-Blackwell. DOI:10.1002/pssa.2210940263. ISSN 0031-8965.
- Ferenczi György, C. A. Londos, T. Pavelka, and M. Somogyi (1988). „Correlation of the concentration of the carbon‐associated radiation damage levels with the total carbon concentration in silicon”. Journal of Applied Physics 63 (1), 183–189. o, Kiadó: AIP Publishing. DOI:10.1063/1.340487. ISSN 0021-8979.

### Szabadalmak
- Ferenczi György, Horváth Péter, Tóth Ferenc, Kiss József, Boda János (1980. június 7.). „Method for deep level transient spectroscopy scanning and apparatus for carrying out the method”. US 4437060 A.
- Ferenczi György, Boda János, Tóth Ferenc, Horváth Péter, Benkovics László, Dózsa László (1981. november 9.). „Method for determining charged energy states of semiconductor or insulator materials by using deep level transient spectroscopy, and an apparatus for carrying out the method”. US 4571541 A.
- Wolfgang Jantsch, Ferenczi György (1986. március 17.). „Method for the examination of electrically active impurities of semiconductor materials or structures and measuring arrangement for carrying out the method”. US 4839588 A.
- Ferenczi György, Erdélyi Katalin, Somogyi Mária, Boda János, Füle György, Aszodi Gábor (1987. május 4.). „Method and apparatus for determining the layer thickness of semiconductor layer structures”. US 4995939 A.
- Ferenczi György, Horányi Tamás (1992. január 16.). „Method for chemical surface passivation for in-situ bulk lifetime measurement of silicon semiconductor material”. US 5580828 A.
- Boda János, Ferenczi György, Horvath Péter, Mirk Zoltán, Pavelka Tibor (1990. december 17.). „Method and apparatus for measuring minority carrier lifetime in semiconductor materials”. US 5406214 A.

## Díjai, elismerései
- 1979. az Eötvös Loránd Fizikai Társulat Gyulai Zoltán-díja (Kollár Jánossal megosztva)[10]
- 1988. A Magyar Népköztársaság Állami Díja: Boda Jánossal és Horváth Péterrel megosztva, a mélynívó-spektrométer megalkotásáért, az alapkutatásban elért kiemelkedő eredményektől a világpiacon első műszer üzemi gyártásának megszervezéséig terjedő átfogó munkásságért.[2]
- 1991. Gábor Dénes-díj[11]
- Kiváló Feltaláló díj arany fokozat (háromszor)
- Eötvös-díj

## Emlékezete
- Ferenczi György Emlékalapítvány
- Ferenczi György-emlékdíj